# L'Annonciation (Louvre)
L'Annonciation est une prédelle de l'atelier de Verrocchio. Il est attribué selon les auteurs à Lorenzo di Credi ou à Léonard de Vinci. Il est exposé au Musée du Louvre. Le tableau représente l’ange Gabriel saluant la Vierge Marie et l'interrompant dans sa lecture de la Bible pour lui annoncer qu’elle est destinée à donner naissance au fils de Dieu.
Ce tableau fait suite à une première version sur le même sujet antérieure de quelques années, de plus grandes dimensions exposée au musée des Offices à Florence.
La peinture est réalisée à la détrempe sur bois de peuplier. Elle constituait, avec deux autres panneaux, la prédelle d’un retable commandé à Andrea del Verrocchio, le maître de Léonard, à la mort de l’évêque de Pistoia, Donato de Médicis. Cela explique sa petite taille de 16 × 60 cm. Donato de Médicis est mort en 1474. Un document nous apprend que le retable est déjà bien avancé en 1478-1479, et presque achevé en 1485. On peut donc la dater de la fin des années 1470, avant L’Adoration des mages.
Elle a été acquise par Napoléon III en 1861, lors de la vente de la collection du marquis Campana. Elle a été exposée au Palais de l'Industrie en 1862 puis est entrée au musée du Louvre en 1863.
Dans la collection Campana, le tableau était attribué à Domenico Ghirlandaio. Le premier catalogue du Louvre l’attribue, lui, à Lorenzo di Credi, qui dirigea l’atelier de Verrocchio lorsque celui-ci partit à Venise pour travailler à la statue du Colleone, puis à sa mort. En 1897, Giovanni Morelli y voit l’œuvre de Léonard de Vinci. Si l’attribution à Lorenzo di Credi reste largement majoritaire, Ottino della Chiesa, Carlo Pedretti, et Pietro C. Marani soutiennent toujours l’attribution à Léonard de Vinci.
Le dessin est assurément moins précis que dans L’Annonciation des Offices, la pose de la Vierge diverge : elle est penchée sur la droite. Françoise Viatte a donc suggéré un travail de Lorenzo di Credi « avec une intervention de Léonard dans certaines parties : les mains de la Vierge, les ailes de l’ange, très grandes, très travaillées dans le clair-obscur, dans les draperies des deux figures ».